# قانون هونغ كونغ الأساسي
قانون هونغ كونغ الأساسي أو حسب اسمه الرسميّ قانون منطقة هونغ كونغ الإدارية الخاصة بجمهورية الصين الشعبية الأساسي هو الدستور الذي ترجع إليه منطقة هونغ كونغ الإدارية الخاصة في كافَّة شؤونها القانونية. وضع هذا الدستور في 4 أبريل عام 1990 على يد المجلس التشريعي الشعبي الوطني السابع في جمهورية الصين الشعبية، وبدأ استعماله في الأول من يوليو عام 1997 كبديلٍ عن براء التمليك والتعليمات الملكية التي حكمت وفقها المدينة في السابق، عندما كانت مستعمرة للمملكة المتحدة حتى تسليمها إلى الصين.
وضعت مسوَّدة قانون هونغ كونغ الأساسي كجزءٍ من إجراءات الإعلان الصيني البريطاني المشترك لنقل ملكية هونغ كونغ من بريطانيا إلى الصين، والذي كان قد وُقِّع في 19 ديسمبر عام 1984. يتعهَّد القانون الأساسي بالسياسات الجوهرية التي ستعامل حكومة جمهورية الصين الشعبية وفقاً لها منطقة هونغ كونغ، وكما اتُّفق بين المملكة المتحدة والصين في إعلانهما المشترك فإنَّ هذه الأخيرة ستطبّق على هونغ كونغ مبدأ "بلد واحد، نظامان مختلفان"، حيث أن الشيوعية الصينية لن تُفرَض على هونغ كونغ، بل ستحتفظ هونغ كونغ عوضاً عن ذلك بحكمها الذاتي ونظامها الرأسمالي لما لا يقلُّ عن 50 عاماً بعد سنة 1997. ويضمن القانون الأساسي علاوةً على ذلك حفظ العديد من حقوق وحريات سكان هونغ كونغ الحالية.
يطعن بعض الباحثين حول المصدر التشريعي الحقيقي لقانون هونغ كونغ الأساسي، إذ ينظر العديد من الباحثين الصينيين إليه على أنه تشريع محليّ بحت يستمدُّ سلطته من دستور جمهورية الصين الشعبية، بل ويعتقد البعض الآخرون أن سلطة قانون هونغ كونغ الأساسي مستمدَّة مباشرةً من الإعلان الصيني البريطاني المشترك. إلا أن القانون الأساسي مع ذلك قد ينجح بتقليص قدرة الصين على تعديل قوانين هونغ كونغ، بينما يزيد قدرة محاكم هونغ كونغ على تحدّي مثل هذا التغيير.